# 黄沙港
黄沙港，位于中華人民共和國江苏省北部，是里下河水网东西向排水入海的“四大港”中的之一。今黄沙港西起建湖县西南沿河镇自强村黄土沟，东北流经建湖县城近湖镇，上冈镇，射阳县兴桥镇，最后于黄沙港镇黄沙港闸汇运棉河和利民河后入黄海。全长88.9公里。
“黄沙港”有时也专指黄沙港河口黄沙港镇的渔港，目前是中国国家级中心渔港。